# Алмаш (Арад)
Алмаш (рум. Almaș) — коммуна, расположенная в жудеце Арад, в западной части Румынии на границе с Венгрией. Находится в восточной части жудеца Арад, в долине левого берега реки Кришул-Альб. Коммуна состоит из четырёх деревень: Алмаш (97 км от Арада), Чил, Жоя-Маре и Рэдешти.

## Население
Согласно переписи 2002 года, население коммуны насчитывает 3009 жителей, из которых 96,3 % — румыны, 0,2 % — венгры, 3,4 % — цыгане, а 0,1 % имеют другие или необъявленные национальности. Оценка на 2009 год приводит численность населения 2961 человек.

## История
Первое упоминание Алмаша относится к 1334 году. Чил упомянут в 1369 году, Рэдешти — в 1441, Жоя-Маре — в 1439.

## Экономика
Экономика коммуны динамично развивается во всех секторах.

## Достопримечательности
В коммуне есть православный монастырь из культурных достопримечательностей. Крупнейший природный объект — долина Рэдештилор.